# Birkhadem
Birkhadem là một đô thị thuộc tỉnh Alger, Algérie. Dân số thời điểm năm 2002 là 55.084 người.